# Jan Paluch
Jan Paluch (ur. 6 lipca 1931 we Lwowie, zm. 23 maja 2002) – polski żużlowiec, motocyklista rajdowy i motocrossowiec, mistrz rzemiosła, działacz społeczny.

## Życiorys
Sport żużlowy uprawiał w latach 1948–1953. Reprezentował kluby Polonia Bytom (1948-51) i Górnik Rybnik (1952-1953). W 1949 roku był najlepszym debiutantem w ekstralidze żużlowej ze średnią biegową dwóch punktów na wyścig. W tym samym sezonie zajął trzecie miejsce w indywidualnych mistrzostwach Polski rozgrywanych w Lesznie. 
W 1948 roku zajął drugie miejsce w I Międzynarodowym Maratonie Motocyklowym w klasie do 250 ccm. Zdobył trzy złote medale motocyklowych
sześciodniówek (1953, 1955, 1956). Pięć razy był motocyklowym rajdowym mistrzem Polski (1952, 1954, 1955, 1956, 1957), a jeden raz motocrossowym mistrzem kraju (1955). Wszystkie tytuły wywalczył na motorach o pojemności silnika 350 ccm. W tej klasie cztery razy wygrał także Międzynarodowy Rajd Tatrzański (1952, 1953, 1954, 1956). Startował też w zawodach na motocyklu z bocznym wózkiem. 
W latach 1952–1958 w rajdach i na motocrossie reprezentował najczęściej barwy Górnika Bytom, ale startował też pod szyldem Górnika Miechowice, Silesii Bytom, KS Bytom oraz zaliczył epizod w Górniku Zabrze. W latach 1959–1960 reprezentował klub Budowlani/GKM Gliwice. W drugiej połowie lat 60. brał udział w wyścigach samochodowych. 
Miał warsztat samochodowy w Bytomiu. Był starszym cechu w bytomskim Cechu Rzemiosł Różnych w latach 1968–2001 i zasiadał w zarządzie Izby Rzemieślniczej w Katowicach. Odznaczony medalem imienia Jana Kilińskiego wraz z odznaką oraz honorową odznaką Rzemiosła Śląskiego. Uhonorowany także Krzyżem Kawalerskim Orderu Odrodzenia Polski, Złotym Krzyżem Zasługi i medalem Miasta Bytomia.
We wrześniu 2019 roku ukazała się albumowa publikacja o Janie Paluchu pt. „Jaśko ze Lwowa. Historia Mistrza”, którą napisał dziennikarz „Przeglądu Sportowego” Leszek Błażyński jr.